# 莊開文
莊開文（1966年5月29日—），台灣資深新聞媒體人，畢業於輔仁大學大眾傳播學系。現任TVBS頻道《T觀點》主持人、TVBS新聞台播報組主任。

## 學歷
- 臺北市立第一女子高級中學
- 天主教輔仁大學大眾傳播學系

## 簡歷
- 曾於華視實習
- 1989年華視招考進入新聞部
- 曾任記者、政經組召集人、採訪中心副主任、資深主播及華視新聞雜誌節目製作人兼主持人
- 並於李四端請辭華視職務之後，擔任華視晚間新聞當家主播
- 2004年離開工作十五年的華視新聞部[1]，為資深媒體工作者。
- 2004年獲選為輔仁大學傑出校友[2]，並曾任教輔仁大學新聞傳播系[3]，擔任兼任講師。她皆入圍，第一屆及第二屆卓越新聞獎，並以中華電視公司《正午新聞熱線》榮獲第二屆卓越新聞獎電視類的新聞主播獎。
- 莊開文後來因為懷孕產子一度退出主播台[4]，後來加盟MOMO親子台；當時富邦集團本有意開設新聞台，但後來計劃中止；莊開文在華視的老長官李四端及潘祖蔭的遊說下，加盟TVBS，重現主播台。[5]。
- 曾任TVBS新聞主播。
- 2010年8月26日，由於莊開文之夫張其強任職桃園縣政府觀光行銷處處長、必須申報財產，監察院《廉政專刊》首次公布莊開文夫婦財產。[6][7][8]

## 曾主播過或主持過的節目
| 時間                 | 頻道       | 節目                             | 備註                                                       |
| 時間待查             | 華視       | 《華視午間新聞》（正午新聞熱線） |                                                            |
| 時間待查             | 華視       | 《華視新聞雜誌》                 |                                                            |
| 2004年7月－2004年9月 | 華視       | 《華視晚間新聞》                 |                                                            |
| 2006年－時間不明     | TVBS新聞台 | 《晚間6.7點新聞》                | 周六、日                                                   |
| 2006年7月1日         | TVBS新聞台 | 《天路之旅》                     | 主持，全1集                                                |
| 2006年－時間待查     | TVBS       | 《TVBS午間新聞》                 |                                                            |
| 2007年－時間待查     | TVBS       | 《101高峰會》                    | 李四端全職擔任TVBS副總經理，接棒主持，後李四端回鍋擔任主持 |
| 2007年－時間待查     | TVBS新聞台 | 《新聞夜視界》                   |                                                            |
| 時間待查－2010年6月  | TVBS新聞台 | 《12、13整點新聞》               |                                                            |
| 2010年6月－2013年4月 | TVBS       | 《TVBS晚間新聞》                 |                                                            |
|                      | TVBS       | 《中國進行式》                   | 每週日22:00                                                |
| 2016年10月16日－至今 | TVBS       | 《T觀點》                        | 第二任主持人 每週六23:00 (新冠肺炎疫情後)                  |

## 得獎紀錄
| 年份 | 獲提名 | 獎項                       | 結果 |
| ---- | ------ | -------------------------- | ---- |
|      |        | 華視獎                     | 獲獎 |
|      |        | 第二屆卓越新聞獎新聞主播獎 | 獲獎 |
|      |        | 輔仁大學傑出校友獎         | 獲獎 |

## 外部連結
- 莊開文主播專區-TVBS官方網站 （页面存档备份，存于）